# Al-Rustak
Al-Rustak o Rustaq (àrab: الرستاق, ar-Rustāq) és una ciutat i districte d'Oman a la regió d'al-Batinah a uns 112 km en línia recta de Masqat; formaria l'Hadjar occidental a partir d'al-Hazm. El districte inclou unes 150 poblacions i el 1980 tenia uns 75.000 habitants. El nom deriva del persa rostag que vol dir «districte rural.»
El fort de Rustak és una edificació notable a tres nivells i amb quatre torres, i està datat el 1711. Prop de la ciutat a Ain al-Kasafa hi ha una font d'aigua sulfurosa que curen el reuma i mals de la pell. Els llocs més interessants de la rodalia són: Wadi Bani Ghafar; Wadi al Sahtan i Wadi Bani Auf, i les coves d'al-Sanaqha amb unes fonts subterrànies.
Fou la capital de la dinastia yarubita o yaribita i dels Al Bu Said al segle xviii.